# Тунел (роман)
Тунел је аргентински роман који је написао Ернесто Сабато 1948. Хуан Пабло Кастел, главни лик и приповедач, из затвора прича о разлозима који су га навели да почини убиство своје љубавнице Марије Ирибарне.

## Радња

### Прво и друго поглавље
„Довољно је рећи да сам ја Хуан Пабло Кастел, сликар који је убио Марију Ирибарне; Претпостављам да је догађај свима у памћењу и да о мени нису потребна никаква даља објашњења”. (поглавље 1)

### Од трећег до петог поглавља
У изложбеном простору Примавера 1946. године Кастел је представио слику под називом Материнство. Изложби су присуствовали ликовни критичари и повремени посматрачи. Једна жена је пришла слици да је пажљиво види и њен поглед се задржао на сцени младе жене која је гледала у море са прозора. Жена која је посматрала слику била је Марија Ирибарне, само је она умела да схвати усамљеност представљену у насликаном прозору слике.
Кастел се заљубио у Марију због тог малог геста. Та љубав постала је опсесија до те мере да је убрзо почео да је тражи по целом граду. „Током месеци који су уследили размишљао сам само о њој, о могућности да је поново видим". (Гл. 3) Он чак и машта о свом сусрету и о томе шта ће јој рећи.

### Од шестог до осмог поглавља
Кастел среће Марију и пита је за мишљење о слици. У почетку она поцрвени и изгледа као да не разуме о чему прича, ситуација постаје непријатна „Девојка је била близу да заплаче. Мислио сам да ми се свет распада, а да нисам ударио ништа мирно или ефикасно” (поглавље 6). Суочен са овом околношћу, одлучује да оде. Ипак, Марија га прати да се извини за њено понашање и каже му да се стално сећа сцене са прозора на слици, након чега бежи.

### Од деветог до шеснаестог поглавља
Након сталне потраге да се поново сретне са Маријом, успева да је види. Он је хвата за руку и води је до трга Сан Мартин, тако да она не може да пружи отпор, како би је питало за разлог њеног бекства. Она одговара да не зна. „Обећај ми да више никада нећеш отићи. Требаш ми, много ми требаш, рекао сам јој ”(гл. 9). Он је снажаног карактера, понекад насилнички настројен, док је она расута и апатична.
Те ноћи је одлучио да је назове телефоном, али је на крају разочаран одлуком јер му Марија спушта слушалицу тврдећи да у том тренутку не може да говори. Следећег дана, узнемирен пређашњим позивом, одлучује да поново разговара са њом, али му се јавља жена која му каже да је њена вољена отишла на село, али му је оставила писмо. Одлучује да оде у Маријину кућу по писмо. Врата му отвара слеп човек који тврди да је муж његове вољене: „Ја се не зовем Ирибарне и не зови ме господине. Ја сам Аљенде, Маријин муж ”(поглавље 12). Дао му је писмо које је журно отворио, могло се прочитати: „И ја мислим на тебе. МАРИЈА ”(гл. 12). На крају му каже да је његова жена на једном имању са рођаком Хантером.

### Од седамнаестог до двадесетог поглавља
Хуан Пабло више од месец дана мучи Марију питањима о њеном приватном животу и љубомором због Хантеровог присуства. Стално је грди због њених поступака. „Оставимо по страни разматрање облика, занима ме суштина. Суштина је да си у стању да годинама вараш свог мужа, не само због својих осећања, већ и због својих сензација. Закључак би могао закључити било ко: зашто не би и мене преварила? Сада ћеш разумети зашто сам те много пута питао за истинитост твојих сензација. Увек се сећам како је Дездемонин отац упозорио Отела да жена која је преварила свог оца може преварити другог мушкарца. И ништа није могло да ми избаци ову чињеницу из главе, да годинама непрестано обмањујеш Аљендеа. На тренутак сам осетио жељу да окрутност изгурам до максимума и додао, иако сам био свестан њене вулгарности и неспретности: Вараш слепог човека."

### Од двадесет и првог до двадесет и петог поглавља
Због свађа Кастел почиње да пије. Једне ноћи сања да га човек претвара у птицу. Упркос преображењу, нико то не примећује осим њега. Буди се уплашен и зове Маријину кућу да је замоли за опроштај, али када сазна да је она на имању, шаље јој писмо. Она се одазива позивом да га посети. Када Кастел стигне на станицу, по њега долази возач који га обавештава о Маријиној нерасположености да дође по њега. На имању га дочекују Хантер и његова рођака Мими и почињу да га испитују о његовој слици.

### Од двадесет и шестог до двадесет и осмог поглавља
Марија напушта своју собу и одлази с њим на плажу под изговором да види неке од његових цртежа. Окренута ка мору, она му говори да ју је веома дирнуо прозор на слици коју је Кастел насликао и како је желела да га упозна јер је осећала да су обоје слични, њих двоје траже некога да не буду сами. „Понекад ми се чини као да смо ову сцену одувек живели заједно. Када сам видела ту усамљену жену на твом прозору, осетиола сам да си као ја и да и ти слепо тражиш некога, неку врсту ћутљивог саговорника. Од тог дана непрестано сам мислила на тебе, сањала сам те много пута овде, на овом истом месту где сам провела толико сати свог живота (гл. 27). По повратку у собу, Хантер који делује љубоморно почиње свађу са Маријом. Кастел је веровао да је то зато што између њих постоји нешто више, па одлучује да оде у своју собу и ујутру оде из куће.

### Од двадесет и деветог до тридесет и трећег поглавља
Кастел, разочаран оним што се догодило, одлази у барове да пије, туче се и злоставља жене. Он шаље писмо Марији у којем објашњава свој бег са имања и тврди да вара Аљендеа, њеног мужа и њега са Хантером. Убрзо након што је послао писмо, он се каје и покушава да га врати, али безуспешно јер га запослени спречавају пошто није сачувао потврду. Изнервиран ситуацијом, он одлучује да позове Марију и да захтева да се врати у Буенос Ајрес, претећи да ће починити самоубиство ако не дође. Суочена са претњом, она одлучује да прихвати позив.
Кастел посећује Лартига, Хантеровог блиског пријатеља, да би га питао о Хантеровом и Маријином односу. Лартигуе пориче да је тај однос помало нервозано, што само повећава Кастелове сумње. Касније, Марија зове да се нађу сутрадан у пет.

### Од тридесет и четвртог до тридесет и деветог поглавља
Марија се не појављује у време кад су се договорили. Кастел је зове само да би сазнао да се рано вратила на имање. Љут, тражи од пријатеља ауто, говорећи му да му је отац болестан и да мора хитно да путује. Одмах одлази на имање. Када сте тамо, као да је ноћна мора, попните се на врх кроз решетку на прозору. Идите преко терасе до унутрашње галерије и потражите Маријину спаваћу собу. Он хвата нож и улази у собу. Марија га, преплашена, пита шта ради, а Кастел одговара: „Морам да те убијем, Марија. Оставила си ме самог ”(гл. 38). Затим је неколико пута забио нож у Маријина груди и стомак.
У 4 ујутро стигао је у Буенос Ајрес, узнемирен, посетио је Аљендеа да га обавести да Марија вара обојицу са Хантером, али она то више неће чинити. Аљенде се уплашио и говори му insensato. Затим трчи у полицијску станицу и предаје се због учињеног злочина. Аљенде након тога извршава самоубиство, а Кастел остаје у затвору размишљајући о свом злочину: „Постојало је само једно биће које је разумело моју слику. У међувремену, ове слике морају све више да их потврђују у свом глупом гледишту. И тако ће зидови овог пакла сваким даном бити све херметичнији“ (гл. 39). Крај

## Теме романа

### Агресија
Кастел је лик који се компликује сопствени живот, особа силно узнемирена егзистенцијом, мисли да у Марији Ирибарне проналази сродну душу која га разуме и разуме његове мисли, када примети одлику једне од његових слика на изложби. Али он убрзо открива да то није случај и осећа се озбиљно повређеним због психичких поремећаја који га обузимају.

### Усамљеност
Усамљеност се може видети у метафори тунела. Кастел пролази кроз тунел од којег су други људи далеко, иде сам. Када убије Марију, каже јој да то чини јер га је оставила самог. Хуан Пабло Кастел се плаши усамљености и тражи некога ко га разуме, некога да га прати. И Марија некога тражи, на крају их то доводи до сусрета.
„Не, ни тај зид није увек био овакав: понекад је опет био од црног камена и тада нисам знао шта се дешава на другој страни, шта је њено у тим анонимним интервалима, какви су се чудни догађаји дешавали; а ја чак и помислио да јој се у тим тренуцима лице променило и да ју је подругљива гримаса деформисала и да се можда смех сусретао са другим и да је цела историја пролаза била моја смешна измишљотина или уверење и да је у сваком случају само један Тунел, мрачан и усамљен: рудник, тунел у коме је прошло моје детињство, моја младост, цео мој живот." (гл. 35).

### Историјски контекст
Прво издање романа објављено је 1948. Две године након што је на власт дошао Хуан Доминго Перон, који је спровео покрет познат као перонизам или јустицијализам назван тако јер је његов циљ био социјална правда.
Исте године Аргентина је учествовала на Олимпијским играма у Лондону са 199 такмичара. Освојила је 3 златне, 3 сребрне и 1 бронзану медаљу, што је укупно 7. У области књижевности Хулио Кортасар је објавио Сирсе.

## Ликови
Хуан Пабло Кастел. Приповедач и протагониста приче. Постаје опседнут Маријом Ирибарне, верујући да га она једина разуме; Он покушава да је потпуно запоседне, али не успева и заслепљен  љубомором, убија је. Лик је стидљива, насилна, љубоморна особа, није сујетна и радознала особа.
Марија Ирибарне. Иако осећа наклоност према Хуану Паблу, никада му се у потпуности не предаје. Удата је за Аљендеа. Хуан Пабло сумња да је љубавница свог рођака Хантера. Марија је стидљива особа, која се понекад плаши за свој интегритет због агресивности и Кастеловог насилног понашања према њој.
Аљенде. Он је муж Марије Ирибарне, слеп је. Он упознаје Кастела када он посећује његову кућу да потражи писмо које му је Марија оставила приликом  посете имању. Кастел га тражи након што је убио Марију да би му рекао за злочин. На то он викне insensato (гл. 38). Последње познато за њега је његово самоубиство.
Хaнтер. Аљендеов рођак. Хуан Пабло Кастел сумња да је Хантер Маријин љубавник.

## Критике
Прве критике дела подељене су на два аспекта: на једној страни су они који праве психолошку анализу главног јунака, на другој они који праве филозофску анализу засновану на постулатима Сартровог егзистенцијализма. Сви се слажу да је главни лик Хуан Пабло Кастел схизофреник. Последњих година појавио се још један тренд чија се продукција може наћи углавном у тезама и која је посвећена сагледавању структуралних аспеката дела.
Агустин Ф. Сеги је најрепрезентативнији у првој групи. У свом чланку „Четири сна у Тунелу Ернеста Сабата“ он помиње:
„У недавном раду, верујем да сам показао да се Сабатови романи не могу на задовољавајући начин тумачити прибегавањем само егзистенцијалистичким перспективама: многа важна питања нису у потпуности схваћена док се не узму у обзир густе теме психопатологије, посебно у вези са мушким главним улогама.“
У овом чланку анализира Кастелове снове кроз Фројдове постулате. Главна ствар је да покушате да откријете да ли се сусрећете са  схизофреничним или само параноичним ликом.
Ана Паула Фереира користи Лаканове постулате за своју анализу. Његово тумачење је да Хуан Пабло у Марији налази задовољење свог Едиповог комплекса. Штавише, он себе пројектује на Марију, што га наводи да жели да је поседује као објекат и приморава је да изврши одређене радње које су у складу са његовим сопственим мислима. Кроз фазе развоја које је предложио Лакан пролази главни лик.
Што се тиче друге струје, Норберто М. Каснер роман посматра из концепта усамљености:
Ликови у оба романа учествују у интензивној потрази за одговором на егзистенцијалну енигму, покушавајући истовремено да одагнају емотивну усамљеност у којој се налазе. Кастел, протагониста Тунела, жарко жели да се повеже са Маријом, једином особом која изгледа разуме његову уметност. Прихватају га критичари и друштво уопште. Међутим, изнутра се осећа усамљено и подстиче наду да ће се једног дана она доћи у његов живот и спојити се са његовим, дајући му тако шансу да буде срећан.
Што се тиче овог аспекта, може се рећи да има мање присталица, има чак и неких критичара који се одлучују да прихвате канонско читање Кастела као схизофреничара, али без да му придају велики значај или дискутују о томе, како би прешли на друге теме као што је усамљеност.
Коначно, постоје изоловане студије о другим аспектима романа, углавном о његовој структури, времену и дискурсима који се појављују.

## Филмске адаптације
- Тунел – режисер: Леон Килмовски. Адаптација Ернеста Сабата. Улоге: Маргарита Бурке, Алфредо Дистасио, Хуан Елерт, Енрике Фава.
- Тунел (филм) – режија: Хосе Луис Куерда. Улоге:Фернандо Илбек, Ева Леон, Херардо Маља, Фернандо Мендес Леите, Моника Рандал, Хеорхе Ригауд.
- Тунел – сценарио: Карлос А. Корнехо и Антонио Дрове. режија: Антонио Дрове. Улоге: Џејн Симор, Питер Велер, Мануел де Блас,Фернандо Реј, Марга Ерера, Иелена Самарина.